# Prywatne życie Elżbiety i Essexa
Prywatne życie Elżbiety i Essexa (ang. The Private Lives of Elizabeth and Essex) – amerykański dramat historyczny z 1939 roku w reżyserii Michaela Curtiza. Filmowa adaptacja sztuki Maxwella Andersona pt. Elizabeth the Queen z 1939 roku.

## Fabuła
Anglii 1596 roku odbywa się triumfalny wjazd hrabiego Essex – wojskowego Roberta Devereux po zwycięskiej bitwie pod Kadyksem. Gdy w Londynie dociera do pałacu królewskiego Whitehall przed oblicze królowej Elżbiety, zaskakująco otrzymuje od niej krytykę za nie przechwycenie obiecanych łupów wojennych z Hiszpanii, które miały być przeznaczone na odbudowę kraju po klęsce żywiołowej. Wobec tego będzie zmuszona podwyższyć podatki, by spłacić żołnierzy. Kiedy tylko współdowódcy Essexa – sir Raleigh i lord Howard otrzymują awans, wzburzony publicznie odchodzi uważając Elżbietę za małostkową. Królowa nie mogąc znieść tej zniewagi, każe Essexowi wrócić do jego posiadłości w Wanstead. Jest dla niej to bolesne, bowiem Essex jest jej kochankiem.  
Essexa zaczyna pochłaniać ambicja polityczna ze względu na jego popularność wśród pospólstwa po Kadyksie, co jest w niesmak jego rywalom – sir Cecilowi, jego ojcu lordowi Burghley i sir Raleighowi. Filozof Francis Bacon, jedyny przyjaciel Essexa na dworze ostrzega przed wrogami, jak i gniewem królowej, która nie może znieść dopadającej ją starości. Elżbieta, będąca dużo starsza od Essexa, tęskni za nim, ale jej honor odmawia przywoływania go z powrotem na dwór królewski. Jednak gdy gaelicki hrabia Tyrone wznieca bunt w Irlandii i rozbija angielskie siły, królowa znajduje pretekst, by wezwać Essexa bez wymierzania mu kary. Za radą Bacona czyni go mistrzem artylerii, co jest bezpieczną pozycją na dworze. Wróciwszy do Londynu, Essex jest pytany przez lady Penelope, jedną z dwórek, czy faktycznie kocha Elżbietę i prosi, by uważał na siebie. Pomimo niesnasek królowa i Essex wciąż żywią do siebie namiętne uczucia.
Podczas narady królewskiej wrogowie Essexa podburzają go, by objął dowództwo armii wysłanej do stłumienia irlandzkiej rebelii. Elżbieta z niechęcią daje mu to stanowisko, ponieważ w jej opinii Irlandia jest śmiertelna dla każdego wysłanego dowódcy wojsk. Tak jak przewidziała, Essex ma trudności z irlandzkimi buntownikami, a jego listy do Elżbiety z prośbą o posiłki pozostają bez odpowiedzi. Nie wie, że jego wzajemną korespondencję z królową przechwytuje lady Penelope, która skrycie go kocha. W końcu Elżbieta, wierząc, że została wzgardzona, wysyła kochankowi rozkaz rozwiązania armii i powrotu do Londynu. Wściekły Essex ignoruje rozkaz i osacza Tyrone’a, który zniszczył żywność i amunicję Anglików. Essex akceptuje niekorzystne warunki Tyrone’a i upodlony wraca do Anglii.
Przechwycenie listów zlecili wrogowie Essexa, którzy obawiają się jego powrotu, ponieważ ich intryga może wyjść na jaw i nie chcą dopuścić do spotkania z królową. Zaczynają się zamieszki w Londynie, gdyż Essex czując się zdradzonym prowadzi swoją armię na zamek, aby przejąć koronę dla siebie. Królowa wykazuje spokój i jest gotowa na konfrontację mimo sprzeciwu dworzan. Elżbieta nie stawia oporu siłom Essexa i gdy zostaje z nim sam na sam, wyjaśniają sprawę listów. Elżbieta przekonuje kochanka, że zaakceptuje wspólne rządy. Wobec tego Essex rozwiązuje swoją armię, lecz królowa każe go aresztować.
Lady Penelope przyznaje się podczas królewskiego śledztwa do przechwycenia listów Essexa, wyznając przy tym swoje uczucie do niego. Błaga królową o oszczędzenie Essexa, skazanego na śmierć. Zaniepokojony sir Cecil informuje, że przed twierdzą Tower, gdzie ma odbyć się egzekucja, tłum protestuje przeciw wyrokowi. Elżbieta rozkazuje doprowadzić Essexa gotowego na karę. Elżbieta oświadcza, że choć nadal go kocha, jej największą miłością jest Anglia. Dodaje, że Essex, choć jest patriotą, jego największą namiętnością jest chęć władzy. Essex wciąż darzący uczuciem Elżbietę odmawia ułaskawienia, mówiąc, że zawsze będzie dla niej zagrożeniem i udaje się na stracenie przez ścięcie.

## Obsada
- Bette Davis – królowa Elżbieta

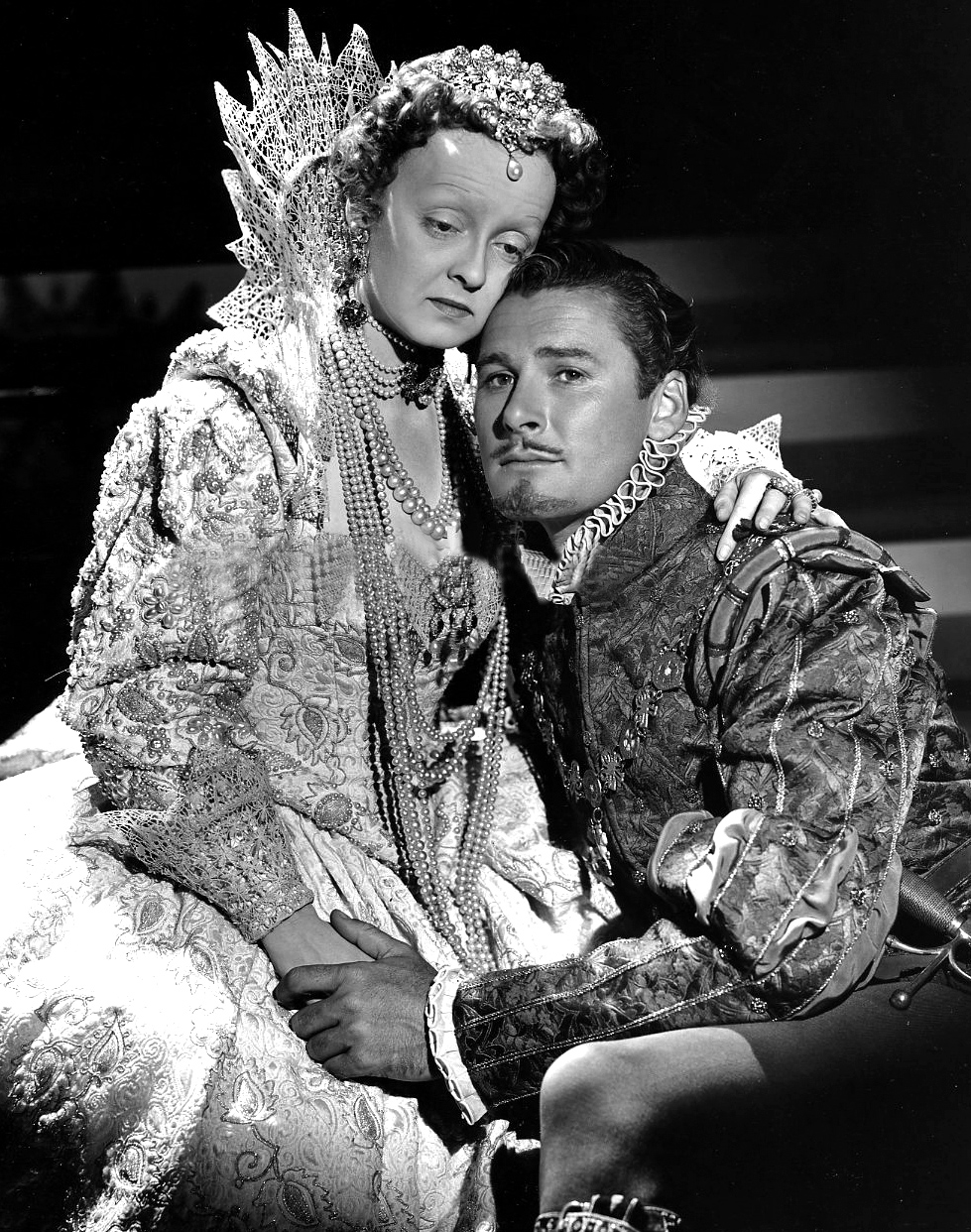
Odtwórcy głównych ról – Bette Davis i Errol Flynn

- Errol Flynn – Robert Devereux, hrabia Essex
- Olivia de Havilland – lady Penelope Gray
- Donald Crisp – Francis Bacon
- Alan Hale Sr. – hrabia Tyrone
- Vincent Price – wiceadmirał sir Walter Raleigh
- Henry Stephenson – lord Burghley
- Henry Daniell – sir Robert Cecil
- James Stephenson – sir Thomas Egerton
- Nanette Fabray – dwórka Margaret Radcliffe
- Ralph Forbes – lord Knollys
- Robert Warwick – lord Mountjoy
- Leo G. Carroll – sir Edward Coke
- Guy Bellis – lord admiralicji Charles Howard, hrabia Nottigham

## Produkcja
Tytuł filmu zanim zyskał swój ostateczny kształt miał kilka innych wersji. Pierwotny – Elizabeth the Queen – identyczny jak pierwowzór literacki, na skutek nalegań Errola Flynna został zmieniony na taki, który uwzględniał by jego postać – The Knight and the Lady. Tu z kolei zaprotestowała Bette Davis, która uznając, że tytuł ten obniża rangę jej roli, zagroziła wycofaniem się z udziału w nim. W tej sytuacji, najbardziej kompromisowy zdawał się być: Elizabeth and Essex. Tu z kolei zabrał głos angielski pisarz Lytton Strachey, który w 1928 roku opublikował książkę pod takim właśnie tytułem i jako właściciel praw autorskich, również do tytułu, nie zgodził się na jego użycie. Prywatne życie Elżbiety i Essexa pogodził wszystkich i pod takim właśnie tytułem film wszedł na ekrany kin.

## Odbiór krytyczny
Film spotkał się z uznaniem krytyków. Rolę Bette Davis uznano za jej popisową kreację. The New York Times krytykował grę Flynna, chociaż sam film polecał jako godny obejrzenia.
Obraz otrzymał nominację do nagrody Oscara w pięciu kategoriach (najlepsza scenografia, najlepsze zdjęcia, najlepsza muzyka, najlepsze efekty specjalne, najlepszy dźwięk). Ostatecznie jednak nie otrzymał żadnej statuetki. Przyniósł przeciętny dochód 550 tysięcy dolarów.
W rankingu popularnego, filmowego serwisu internetowego Rotten Tomatoes obraz posiada obecnie (2023) wysoką 80-cio procentową, pozytywną ocenę „czerwonych pomidorów”.

## Nagrody i nominacje
| Nagroda                   | Kategoria                                | Nominowani                     | Wynik     | Źródło |
| ------------------------- | ---------------------------------------- | ------------------------------ | --------- | ------ |
| Nagroda Akademii Filmowej | Najlepsza scenografia i dekoracja wnętrz | Anton Grot                     | Nominacja | [ 4 ]  |
| Nagroda Akademii Filmowej | Najlepsze zdjęcia (film barwny)          | Sol Polito i W. Howard Greene  | Nominacja | [ 4 ]  |
| Nagroda Akademii Filmowej | Najlepsza ścieżka muzyczna               | Erich Wolfgang Korngold        | Nominacja | [ 4 ]  |
| Nagroda Akademii Filmowej | Najlepszy dźwięk                         | Nathan Levinson                | Nominacja | [ 4 ]  |
| Nagroda Akademii Filmowej | Najlepsze efekty specjalne               | Byron Haskin i Nathan Levinson | Nominacja | [ 4 ]  |